# Kamieniec (Siedlce)
Pour les articles homonymes, voir Kamieniec.
Kamieniec (prononciation : [kaˈmjɛɲɛt͡s]) est un village polonais de la gmina de Wiśniew dans le powiat de Siedlce de la voïvodie de Mazovie dans le centre-est de la Pologne.
Il se situe à 3 kilomètres au nord de Wodynie (siège de la gmina), environ 24 kilomètres au sud-ouest de Siedlce (siège de le powiat) et à 68 kilomètres à l'est de Varsovie (capitale de la Pologne).

## Histoire
De 1975 à 1998, le village appartenait administrativement à la voïvodie de Siedlce.

Depuis 1999, il appartient administrativement à la voïvodie de Mazovie